# Air Canada Cup (Dänemark) 2000
Der Air Canada Cup 2000 war seit 1997 die dritte Austragung des Dänischen Eishockeypokals. Der Pokalwettbewerb wurde vom Dänischen Eishockeyverband organisiert.

## Teilnehmer und Modus
Für die Teilnahme am Pokals im Jahre 2000 qualifizierten sich die ersten vier Teams der Codan Ligaen, der ersten dänischen Liga. Die Spiele fanden im einfachen K.-o.-Modus statt.
| Logo Herning Blue Fox | Herning Blue Fox          |
|                       | Frederikshavn White Hawks |
|                       | Rungsted Cobras           |
|                       | Rødovre Mighty Bulls      |

## Turnierplan
|  | Halbfinale                | Halbfinale |                           |             | Finale | Finale |
|  |                           |            |                           |             |        |        |
|  |                           |            |                           |             |        |        |
|  | Frederikshavn White Hawks | 7          |                           |             |        |        |
|  | Herning Blue Fox          | 5          |                           |             |        |        |
|  |                           |            | Frederikshavn White Hawks | 3           |        |        |
|  |                           |            |                           | Rungsted IK | 4      |        |
|  | Rungsted IK               | 7          |                           |             |        |        |
|  | Rødovre Mighty Bulls      | 1          |                           |             |        |        |
|  |                           |            |                           |             |        |        |

## Halbfinale
Während der Rungsted IK sehr leicht das Finale erreichte, sah Frederikshavn nach einem 4:0-Beginn, Herning IK auf 4:4 herankommen, als Ronny Larsen in den letzten drei Minuten in einem doppelten Powerplay zwei Tore schoss. Nach einer torlosen Verlängerung ging es ins Penaltyschießen, bei dem Lars Mølgaard, Ilja Dubkow und Karel Šmíd Frederikshavn ins Finale schossen.
| 3. Januar 2000 | Frederikshavn White Hawks | 7:5 SO (2:0, 2:1, 0:3, 0:0OT, 3:1) | Herning Blue Fox | Frederikshavn |

| 11. Januar 2000 | Rungsted IK | 7:1 (3:1, 3:0, 1:0) | Rødovre Mighty Bulls |  |

## Finale
| 15. Januar 2000 | Frederikshavn White Hawks | 3:4 (1:2, 1:1, 1:1) | Rungsted IK | Frederikshavn |

Der Rungsted Ishockey Klubben gewann den Air Canada Cup 2000 durch Dennis Olsson, den Schützen des Siegtores in letzter Minute, und vor allem durch Torhüter Anders Högberg.

## Auszeichnungen
- Bester dänischer Spieler wurde Søren True (Rungsted IK).
- Bester ausländischer Spieler wurde Anders Högberg (Rungsted IK).